# Gabriel Performance Products
Gabriel Performance Products ist ein US-amerikanisches Chemieunternehmen. Das Unternehmen stellt Epoxidhärter, Phenoxyharze, und Schmiermittel auf Basis von Chlortrifluorethen (CTFE) her. Außerdem ist es auf dem Gebiet der Auftragsfertigung tätig.
Der Standort Ashtabula wurde 1955 von Archer Daniels Midland begründet und 1962 von Diamond Shamrock gekauft. Diamond Shamrock wurde 1986 von OxyChem übernommen, die das Werk 2001 an Gabriel Performance Products verkaufte.  2009 wurde das Unternehmen von der Private-Equity-Gesellschaft Edgewater Capital übernommen, die es 2014 an die Audax Group weiterverkaufte.
2012 erwarb Gabriel von BASF (ehemals Cognis) das Geschäft mit Mercaptan-Vernetzern (Capcure).
2015 folgte das Geschäft mit Vernetzern für Polyamide sowie InChems Phenoxyharz-Geschäft.
Am 19. Januar 2021 wurde bekannt gegeben, dass Huntsman Corporation das Unternehmen übernehmen wird.